# 华莱士·奥利维拉·多斯桑托斯
华莱士·奥利维拉·多斯桑托斯（Wallace Oliveira dos Santos，1994年5月1日—），简称华莱士（Wallace），是一名巴西足球运动员，曾效力英格兰足球超级联赛球队切尔西。

## 俱乐部生涯
华莱士17岁就开始代表巴西足球甲级联赛球队弗鲁米嫩塞一线队出场，担任球队的攻击型右后卫。2012年12月4日英格兰足球超级联赛球队切尔西正式他们已经和华莱士签约。根据转会合同规定，华莱士将在巴甲联赛赛季结束后才离队。 他在2012赛季出场18次，射进1球，帮助弗鲁米嫩塞获得巴甲联赛冠军。由于劳工证的影响，华莱士在加盟切尔西后并不能为球队在正式比赛中出场。 2013年8月14日，他被租借到意大利足球甲级联赛球队国际米兰一个赛季。

## 国家队生涯
2011年，华莱士入选巴西U17国家队并帮助球队获得2011年南美洲U-17足球锦标赛冠军，之后又随队在6月份举行的2011年U17世界盃足球賽中取得第四名。